# Yacoub Denha Scher
Yacoub Denha Scher (ur. 7 kwietnia 1934, zm. 8 stycznia 2005) – iracki duchowny katolicki obrządku chaldejskiego, arcybiskup Arbeli (Erbil).

## Życiorys
Przyjął święcenia kapłańskie 10 czerwca 1960. 12 stycznia 2001 został mianowany chaldejskim arcybiskupem Arbeli, jako następca Jakuba Iszaka (Ishaq). Sakry biskupiej udzielił mu 16 lutego 2001 chaldejski arcybiskup Bagdadu i patriarcha Babilonu Rafael I BiDawid.
Zmarł na początku 2005 śmiercią naturalną.